# Jérôme de Angelis
Pour les articles homonymes, voir De Angelis.
Jérôme de Angelis (ou, en italien, Girolamo degli Angeli), né en 1567 à Castrogiovanni (aujourd’hui Enna) en Sicile (Italie) et mort (exécuté) le 4 décembre 1623 à Nagasaki est un prêtre jésuite italien, missionnaire au Japon. Martyr de la foi chrétienne il fut mis à mort. Béatifié en 1867 par Pie IX (avec le groupe de martyrs japonais) il est liturgiquement commémoré le 4 décembre.

## Biographie

### Jeunesse et formation
Jérôme de Angelis nait en 1567 à Castrogiovanni (aujourd'hui Enna) dans le royaume de Sicile. Alors qu’il étudie le droit à l’université de Palerme, Jérôme de Angelis fait les exercices spirituels sous la direction d’un jésuite. Cela le conduit à une conversion intérieure et changement radical de vie. Il abandonne l’idée d’une carrière dans la profession légale et entre au noviciat jésuite en 1585 à l’âge de 18 ans.
Dix ans plus tard alors qu’il est sur le point de terminer ses études de théologie à Naples, il apprend qu’il est envoyé comme missionnaire au Japon. En cours de voyage, il est ordonné prêtre à Lisbonne en 1596. De Angelis quitte Lisbonne pour l’Extrême-Orient le 10 avril 1596. Le voyage est très éprouvant, plusieurs navires se perdent, et avec un retard considérable causé par tempêtes, dérives, attaques de pirates et autres calamités, Jérôme de Angelis et huit compagnons jésuites survivants (dont Charles Spinola) arrivent au Japon en mai 1602, six ans et un mois après avoir quitté Lisbonne

### Au Japon
Au début du XVIIe siècle les missionnaires jouissent d’une certaine liberté d'action au Japon et les chrétiens ne sont pas inquiétés, bien que l’édit de bannissement du shogun Hideyoshi (1587) soit toujours d’actualité. Durant les douze premières années d’apostolat passés principalement dans l’île de Hondo (aujourd'hui Honshū), de Angelis est souvent en contact avec la classe éduquée du pays, sa compétence en droit, philosophie et sciences lui étant d’une grande aide. L’intérêt qu’il suscite n’est pas simplement académique. Plusieurs reçoivent le baptême. 

### Interdiction du christianisme
En 1614 l’édit du shogun Ieyasu bannissant toute présence chrétienne et toute expression du christianisme rend le travail missionnaire impossible. La plupart des missionnaires et bon nombre de chrétiens quittent le pays ou la région émigrant vers d’autres zones du Japon. Jérôme de Angelis est un de ceux qui décident de rester. Il entre dans la clandestinité. Pendant neuf ans, de 1615 à sa mort en 1624, de Angelis et d’autres se mettent au service des crypto-chrétiens. Le catéchiste Simon Yempo l’accompagne.
En juillet 1618 De Angelis et son catéchiste montent vers le nord, parmi le peuple aïnous. Il est le premier missionnaire à visiter Hokkaido, une région au climat dur et sévère et à en décrire le peuple et ses coutumes.  À Matsumae il découvre une petite communauté chrétienne. L’autorité locale le reconnaît comme missionnaire étranger mais il n’est pas inquiété. On lui dit que “Matsumae n’est pas le Japon”. 
En 1622 de Angelis est nommé supérieur des jésuites clandestins. Il doit rejoindre la région de Tokyo où la chasse aux prêtres est très active. Il vit dans la clandestinité complète faisant quelques sorties de nuit pour rencontrer quelques familles ou collègues, administrer les sacrements et apporter un soutien moral et religieux à des petits groupes de chrétiens vivant dans la crainte. 

### Arrestation, condamnation et exécution
En novembre 1623 il est trahi par un informateur de la police. Une cinquantaine de chrétiens sont arrêtés, mais le père de Angelis est déjà parti. Sous la torture, un chrétien révèle le lieu de résidence et cachette habituelle du missionnaire. Là également, la police arrive trop tard. L’hôte du père est arrêté ainsi que sa famille mais Jérôme de Angelis leur échappe. Cependant apprenant que son hôte est soumis à la torture, Angelis décide de se livrer aux autorités. Angelis et Simon Yempo sont arrêtés et emprisonnés.
Attendant le jugement et l’inévitable sentence de mort le père de Angelis et Simon Yempo, incarcérés dans des prisons différentes continuent leur travail d’évangélisation. Plusieurs gardes sont impressionnés par leur courage, sérénité et joie et, semble-t-il, demandent le baptême. 
Le 4 décembre 1623 Jérôme de Angelis, Simon Yempo et 48 autres chrétiens dont un franciscain espagnol (Francesco Galvez) sont mis au bûcher. Jusqu’au dernier moment le missionnaire jésuite et le franciscain encouragent le petit groupe de martyrs, devant une foule silencieuse et impressionnée. Après leur mort le shogun fait placer à l’endroit du bûcher une inscription : «Ces hommes sont punis de la mort parce qu’ils sont chrétiens ».
Jérôme de Angelis, Simon Yempo et Francesco Galvez sont béatifiés, avec les 47 autres chrétiens, le 7 juillet 1867 par le pape Pie IX. 

## Sources
- James H. Gense: Feast-days in the Jesuit calendar, Bombay, 1954, 414pp.
- Joseph N. Tylenda: Jesuit Saints and Martyrs, Chicago, Loyola University press, 1984, pp.454sv.
- Giuliano Bertuccioli: article De Angelis (d'Angelo, di Angelo), Girolamo, dans Dizionario Biografico degli Italiani, Enciclopedia Treccani, XXXIII (1987).